# Koiranaukko
Koiranaukko är en fjärd i Finland. Den ligger i landskapet Egentliga Finland, i den sydvästra delen av landet, 170 km väster om huvudstaden Helsingfors.
Koiranaukko avgränsas av Iskola i söder, Hevosluoto i öster, Kairamaa i norr samt Kuusinen, Kojuluoto och Kytö i väster. Den ansluter till Yllänpäänaukko i sydväst och i öster har den förbindelse med Sannaistenlahti genom en kanal.